# 지산마을버스
지산마을버스(芝山―)는 경상남도 양산시에 위치한 마을버스 운송 업체이다.

## 차고지
- 경상남도 양산시 하북면 지산리 (본사)

## 운행 노선

### 마을버스
- ● 하북1번(지산 ↔ 신평)